# Burchala
Burchala (russisch Бурхала́) ist eine Siedlung städtischen Typs in der Oblast Magadan (Russland) mit 150 Einwohnern (Stand 1. Oktober 2021).

## Geographie
Der Ort liegt etwa 350 km Luftlinie nördlich des Oblastverwaltungszentrums Magadan am linken Ufer des namensgebenden Flüsschens Burchala, das etwa 3 km nordöstlich in den linken Kolyma-Nebenfluss Debin mündet.
Burchala gehört zum Rajon Jagodninski und befindet sich etwa 30 km nordwestlich von dessen Verwaltungszentrum Jagodnoje. Die Siedlung ist Sitz der Stadtgemeinde (gorodskoje posselenije) Possjolok Burchala, zu der außerdem die kleine, 23 km nordwestlich gelegene Siedlung Polewoi gehört.

## Geschichte
Die Siedlung wurde um 1940 nach Goldfunden in der Umgebung gegründet. Seit 1956 besitzt Burchala den Status einer Siedlung städtischen Typs. Nach der Einstellung des Bergbaus in den 1990er-Jahren verließ der Großteil der Bewohner den Ort.

### Bevölkerungsentwicklung
| Jahr | Einwohner |
| ---- | --------- |
| 1959 | 2793      |
| 1970 | 1122      |
| 1979 | 1437      |
| 1989 | 1827      |
| 2002 | 571       |
| 2010 | 272       |
| 2021 | 150       |

Anmerkung: Volkszählungsdaten

## Verkehr
Burchala liegt an der Fernstraße R504 Kolyma, die Magadan mit Nischni Bestjach bei Jakutsk verbindet. Einige Kilometer nordwestlich der Siedlung überquert die Straße in Richtung Sussuman den 1009 m hohen Burchalapass (Burchalinski perewal).